# Malešov
Malešov település Csehországban, a Kutná Hora-i járásban. Malešov Košice, Černíny, Chlístovice, Kutná Hora, Křesetice, Nepoměřice, Miskovice, Úmonín és Vidice településekkel határos. Lakosainak száma 1030 fő (2024. január 1.).

## Népesség
A település lakosságának változását az alábbi diagram mutatja:
| Lakosok száma | 1490 | 1378 | 1390 | 1225 | 1041 | 863  | 1032 | 1022 | 1010 | 1030 |
|               | 1869 | 1890 | 1921 | 1950 | 1980 | 2001 | 2017 | 2019 | 2022 | 2024 |